# Оквад
 Оквад  — деревня в Усть-Вымском районе Республики Коми в составе сельского поселения Усть-Вымь.

## География
Расположена на правобережье реки Вычегда на расстоянии примерно 12 км по прямой на восток от районного центра села Айкино.

## История
Упоминается с 1483 года как погост Акват. В 1859 отмечалась как Оквадское (Введенский Погост).

## Достопримечательности
Полуразрушенная каменная церковь Введения во храм Пресвятой Богородицы (1840—1844 годов постройки).

## Население
Постоянное население составляло 63 человека (коми 57 %, русские 36 %) в 2002 году, 43 в 2010.